# Enquête sur un scandale d'État
Enquête sur un scandale d'État je francouzský hraný film z roku 2021, který režíroval Thierry de Peretti podle knihy L'Infiltré od Huberta Avoinea a Emmanuela Fanstena podle skutečných událostí. Snímek měl světovou premiéru na Mezinárodním filmovém festivalu v San Sebastiánu dne 22. září 2021.

## Děj
V říjnu 2015 celníci zabavili v Paříži několik tun konopí. Hubert Antoine, bývalý tajný člen protidrogové jednotky, okamžitě kontaktuje Stéphane Vilner, mladou novinářku z deníku Libération. Prozradí jí, že má důkazy o tom, že vysoce postavený muž francouzské policie Jacques Billard je do případu zapletený. Novinářka je zpočátku podezřívavá, ale poté se ponoří do vyšetřování, které ji zavede do zákulisí vysoké politiky.

## Obsazení
| Roschdy Zem               | Hubert Antoine          |
| Pio Marmaï                | Stéphane Vilner         |
| Vincent Lindon            | Jacques Billard         |
| Julie Moulier             | Julie Mondoloni         |
| Alexis Manenti            | Alexis Novinard         |
| Mylène Jampanoï           | Mylène Antoine          |
| Lucie Gallo               | Lucie Grimaldi          |
| Valeria Bruni Tedeschiová | prokurátorka            |
| Marilyne Canto            | soudkyně                |
| Valérie Dashwood          | člen redakce Libération |
| Serge Dupuy               | člen redakce Libération |
| Lara Guirao               | člen redakce Libération |
| Nicolas Moreau            | člen redakce Libération |
| Dorothée Sebbagh          | člen redakce Libération |
| Grégoire Tachnakian       | člen redakce Libération |
| Sofian Khammes            | televizní komentátor    |

## Ocenění
- César: nominace na nejlepší adaptaci